# Best Little Whorehouse in Texas Soundtrack
Best Little Whorehouse in Texas Soundtrack släpptes tillsammans med filmen i juli 1982. Förutom Carol Hall-låtar, innehåller filmmusiken två Dolly Parton-låtar:  "Sneakin' Around", som hon framförde som duett med Burt Reynolds och en nyinspelning av "I Will Always Love You" från 1974, den senare toppade USA:s countrylistor i september 1982. Till skillnad från originalversionen från 1974, nådde "I Will Always Love You" från 1982 även popplistorna (#53 på poplistorna och #17 på Adult Contemporary).

## Låtlista
1. "20 Fans" (framförd av Jim Nabors)
2. "A Lil' Ol' Pissant Country Place" (framförd av Dolly Parton, Teresa Merrit, Whorehouse Girls & Customers)
3. "Sneakin Around" (framförd av Dolly Parton and Burt Reynolds)
4. "Watchdog Report/Texas Has a Whorehouse in It" (framförd av Dom DeLuise)
5. "Courtyard Shag"
6. "The Aggie Song"
7. "The Sidestep" (framförd av Charles Durning)
8. "Hard Candy Christmas" (framförd av Dolly Parton)
9. "I Will Always Love You" (framförd av Dolly Parton)

## Övrigt
Förutom "Whorehouse", förekom även "I Will Always Love You" i två andra filmer: Martin Scorseses "Alice Doesn't Live Here Anymore" från 1974; 1992 framförde Whitney Houston den i The Bodyguard.
Inspelningen av "Hard Candy Christmas" användes inte i filmen. I filmen sjöngs den av kvinnor från Chicken Ranch, men på skivan sjunger Dolly Parton hela låten, med hopp om att den skulle bli en framgångsrik singel. "Hard Candy Christmas" blev en tio i top-countryhit för Dolly Parton och har senare blivit en julstandard.